# Mélanie Moumas
Mélanie Moumas (7 de mayo de 1977) es una deportista francesa que compitió en esgrima, especialista en la modalidad de florete. Ganó dos medallas en el Campeonato Europeo de Esgrima, en los años 2008 y 2009.

## Palmarés internacional
| Campeonato Europeo | Campeonato Europeo | Campeonato Europeo | Campeonato Europeo  |
| Año                | Lugar              | Medalla            | Prueba              |
| ------------------ | ------------------ | ------------------ | ------------------- |
| 2008               | Kiev (Ucrania)     | Medalla de bronce  | Florete por equipos |
| 2009               | Plovdiv (Bulgaria) | Medalla de bronce  | Florete por equipos |